# Fényeslitke
Fényeslitke község Szabolcs-Szatmár-Bereg vármegyében, a Kisvárdai járásban.

## Fekvése
A Rétközben fekszik, a Tisza bal partján, Kisvárdától északkeletre.
A szomszédos települések: észak felől Komoró, északkelet felől Mándok, kelet felől Tornyospálca, délkelet felől Jéke, délnyugat felől pedig Döge. Közigazgatási területe dél felől, egy-egy rövid, pár száz méteres szakaszon érintkezik Pap és Kisvárda határszéleivel is, északnyugaton pedig a Tisza túlpartján, légvonalban is több mint 10 kilométerre fekvő Zemplénagárd déli külterületeivel határos.

### Megközelítése

#### Közút
A település közigazgatási területén végighalad, nagyjából dél-északi irányban a 4-es főút, ez a legfontosabb megközelítési útvonala Nyíregyháza-Kisvárda és Záhony felől is; ugyancsak dél-északi irányú kapcsolatot kínál a térség más települései felé a 4145-ös út is. Lakott területét azonban mindkét útvonal elkerüli, azon csak a velük nagyjából párhuzamosan húzódó 4152-es út vezet végig. A község központját a 4-es főúttal a 41 144-es út, Dögével pedig a 3839-es út köti össze. Határszélét délen, egy rövid szakaszon érinti még a 4111-es út is.

#### Vasút
A települést a hazai vasútvonalak közül a (Budapest–)Budapest–Záhony-vasútvonal érinti, amelynek egy megállási pontja van itt. Fényeslitke vasútállomás a vonal állomásainak viszonylatában Kisvárda-Hármasút megállóhely és Komoró vasútállomás között helyezkedik el, fizikailag a központ délkeleti szélén található; közúti elérését a 4152-es útból kiágazó 41 307-es számú mellékút biztosítja.

## Története
A község nevét a Zichy-okmánytár 1334-ben kelt oklevele említette először Litke alakban, később pedig a leleszi, és az országos levéltár 1459-es és 1500-as keltezésű oklevelében fordult elő Lythke formában. A Zichy-féle okmánytárban két, ma már nem létező községnek a nyoma is megtalálható Litke határában; a IV. László korában egy Tölgyes (Terra Chulgus és Poss. Thulgus), és 1354 és 1402 közt egy Zug nevű falu is.
1334-ben Fényes-Litke birtokosa a Várday család volt, a 19. század első felében pedig a herceg Eszterházy, báró Horváth, Erős, Irinyi, Palaticz, Ormos, Morvay, Orosz, Szögény és Petrovay családok, a 20. század elején pedig Erős György, Petrovay János és Beretvás Endréné birtoka volt. Az Erős és a Petrovay családnak kastélya is volt itt. Az Erős család úrilakát Erős Lajos és György 1847-ben építtette. Mögötte szépen gondozott park terült el. Petrovay János házát Orosz Imre építtette a 18. század vége felé.
1910-ben 2237 lakosából 2220 magyar volt. A népességből 951 fő római katolikus, 131 görögkatolikus, 1044 református volt.
A 20. század elején Szabolcs vármegye Kisvárdai járásához tartozott.

## Közélete

### Polgármesterei
- 1990–1994: Kántor Józsefné (független)[3]
- 1994–1998: Kántor Józsefné (független)[4]
- 1998–2002: Mártha Mihály Tibor (független)[5]
- 2002–2006: Mártha Mihály Tibor (független)[6]
- 2006–2010: Mártha Mihály Tibor (független)[7]
- 2010–2014: Mártha Mihály Tibor (független)[8]
- 2014–2019: Mártha Mihály Tibor (független)[9]
- 2019–2024: Mártha Mihály Tibor (független)[10]
- 2024– : Mártha Mihály Tibor (független)[1]

## Népesség
A település népességének változása:
| Lakosok száma | 2516 | 2480 | 2407 | 2450 | 2358 | 2298 | 2312 |
|               | 2013 | 2014 | 2015 | 2021 | 2022 | 2023 | 2024 |

2001-ben a település lakosságának 99%-a magyar, 1%-a cigány nemzetiségűnek vallotta magát.
A 2011-es népszámlálás során a lakosok 91,7%-a magyarnak, 5% cigánynak, 0,2% németnek, 0,2% ruszinnak, 0,4% ukránnak mondta magát (8,3% nem nyilatkozott; a kettős identitások miatt a végösszeg nagyobb lehet 100%-nál). A vallási megoszlás a következő volt: római katolikus 32,1%, református 49%, görögkatolikus 3,4%, felekezeten kívüli 1,2% (13,2% nem válaszolt).
2022-ben a lakosság 94%-a vallotta magát magyarnak, 4,1% cigánynak, 1,4% ruszinnak, 1,2% ukránnak, 0,1% bolgárnak, 1,7% egyéb, nem hazai nemzetiségűnek (5,9% nem nyilatkozott; a kettős identitások miatt a végösszeg nagyobb lehet 100%-nál). Vallásuk szerint 23,4% volt római katolikus, 47,6% református, 4,1% görög katolikus, 0,6% egyéb keresztény, 0,1% evangélikus, 3,1% felekezeten kívüli (20,7% nem válaszolt).

## Nevezetességei és a településhez köthető nevezetes személyek
- A római katolikus templom 1776-1781 között épült, késő barokk stílusban. A padok és a szószék a 18. században készült.
- Református temploma a 18. században épült, a Boldogságos Szűz tiszteletére szentelték. Eredeti jellegében megmaradt román kori tornya a Nyugati homlokzat előtt áll. A 35 méter magas tornyot négy fiatornyos sisak fedi. A templomot 1831-ben építették át. Szószéke késő barokk stílusú, a karzat és az orgona 1942-ben készült. Az orgonát Rieger Ottó készítette.
- Nepomuki Szent János szobor - A 18. században készült, barokk stílusban. 1990-ben faragták újjá.

### Nevezetes személyek
- Czinke Ferenc, született: 1761. szeptember 2. — egyetemi tanár, költő
- Erőss Ferenc, született: 1800. január 13. — honvéd százados
- Erőss Lajos (születésekor Erős), született: 1806. január 2. — jogász, országgyűlési képviselő, főjegyző, földbirtokos
- Papp József, született: 1952. június 30. — magyar helytörténész
- Fényeslitkén végezte alapfokú iskoláit Márta Alex (ByeAlex) és Nagy Sándor (színművész, 1980).[14]